# Médaille Laetare
La médaille Laetare (en anglais Laetare Medal) est un prix annuel décerné par l'université de Notre-Dame, université catholique américaine de l'Indiana, en reconnaissance d'un service exceptionnel rendu à l'Église catholique et à la société. Le prix est décerné à un catholique américain ou à un groupe de catholiques « dont le génie a ennobli les arts et les sciences, illustré les idéaux de l'Église et enrichi le patrimoine de l'humanité ». Décerné pour la première fois en 1883, il s'agit du prix le plus ancien et le plus prestigieux  pour les catholiques américains.

## Aperçu

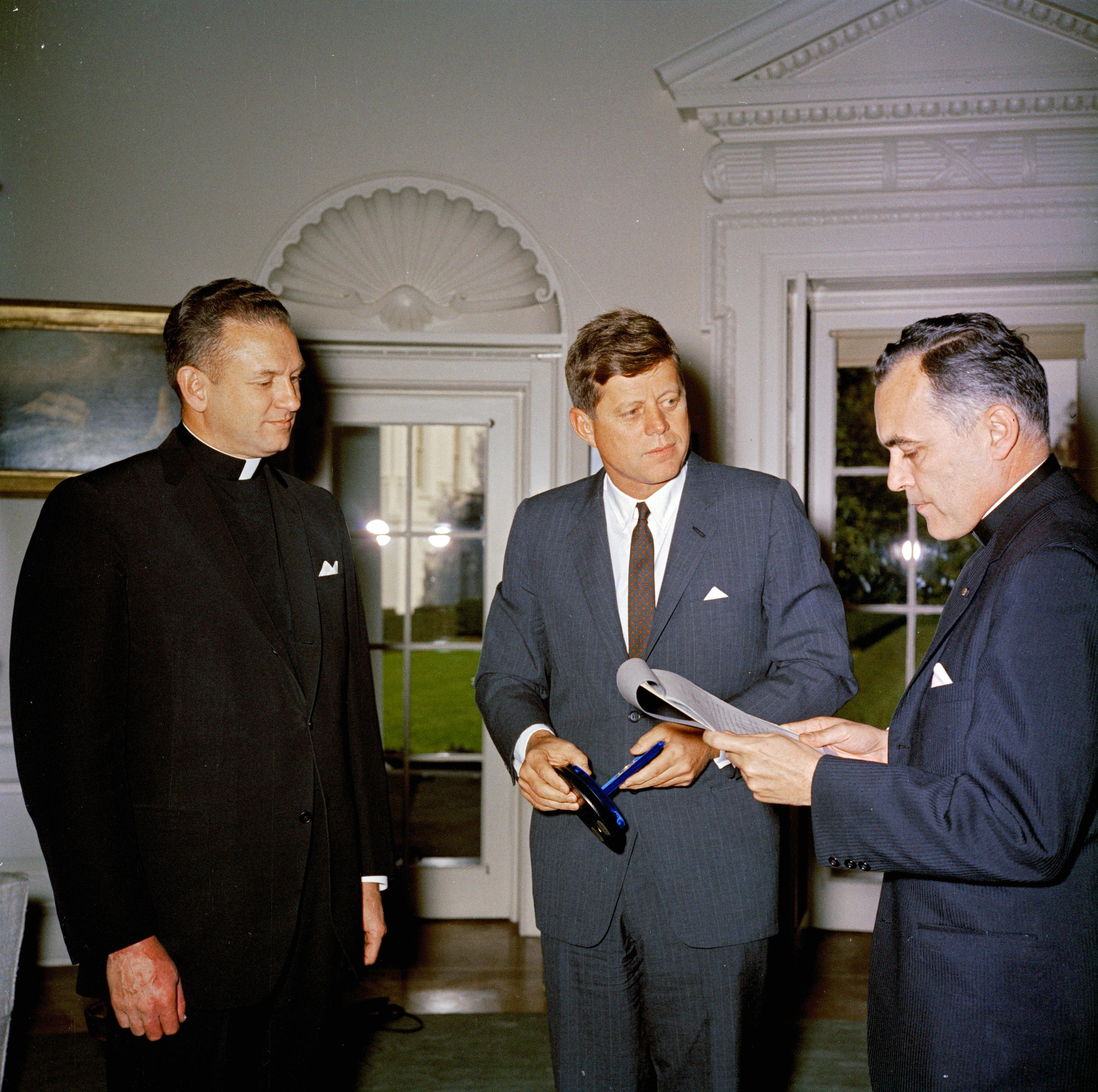
Le Rev. Hesburgh remet la médaille Laetare 1961 au président John F. Kennedy en présence de Fr Edmund P. Joyce, dans le bureau ovale.

La médaille est une récompense qui peut être décernée à une personne extérieure à l'université de Notre-Dame. Elle est nommée médaille Laetare car le récipiendaire du prix est annoncé pour la célébration du quatrième dimanche de Carême dit dimanche de Lætare. La médaille Laetare a été conçue par James Edwards, professeur à l'université de Notre-Dame, comme une version américaine du prix papal de la Rose d'or. Elle  a été approuvée par le fondateur de l'université, le père français Édouard (Edward) Sorin, de la  Congrégation de Sainte-Croix. La rose d'or existe depuis le 11e siècle et était habituellement décernée à une personne royale le dimanche de Lætare, bien que cela ait été rarement fait au cours du 20e siècle. L'université a adapté cette tradition — décernant une médaille en or au lieu d'une rose — à un éminent catholique américain ce dimanche-là. La médaille porte l'inscription latine « Magna est veritas et praevalebit », ce qui signifie « La vérité est puissante et elle prévaudra ». La médaille est décernée lors de la cérémonie du « commencement » annuel de l'université Notre-Dame (en), au cours de laquelle le lauréat prononce un discours.
Un candidat au prix doit être un catholique américain pratiquant (mais pas nécessairement celui qui accepte tout ce qui est proposé par l'Église concernant l'enseignement sur la foi et la morale) qui a apporté une contribution distinctement catholique dans sa vie professionnelle ou intellectuelle, même si cette contribution est en contradiction avec l'enseignement catholique. Un comité recueille généralement des noms de bénéficiaires potentiels auprès des professeurs et du  personnel de l'université de Notre-Dame. Ils sélectionnent deux ou trois candidats parmi ceux-ci qui sont ensuite soumis au vote des dirigeants de l'université.

## Récipiendaires
John Gilmary Shea, historien de l'Église catholique aux États-Unis, a été la première personne à recevoir la médaille Laetare en 1883. Les récipiendaires de cette médaille proviennent de domaines variés. On trouve ainsi des musiciens de jazz, des cardinaux, des philanthropes, des ambassadeurs, des auteurs, des chanteurs d'opéra, des sénateurs, des médecins, des généraux ou un président américain (John Kennedy).
| Année | Médaillé Laetare                 | Position                                          | Année | Médaillé Laetare                                                                       | Position |
| ----- | -------------------------------- | ------------------------------------------------- | ----- | -------------------------------------------------------------------------------------- | --- |
| 1883  | John Gilmary Shea                | Historien                                         | 1952  | Thomas E. Murray                                                                       | Membre de la Commission de l'énergie atomique des États-Unis |
| 1884  | Patrick Charles Keely            | Architecte                                        | 1953  | I.A. O'Shaughnessy                                                                     | Philanthrope |
| 1885  | Eliza Allen Starr                | Critique d'art                                    | 1954  | Jefferson Caffery                                                                      | Diplomate |
| 1886  | Général John Newton              | Ingénieur                                         | 1955  | George Meany                                                                           | Leader syndicaliste |
| 1887  | Edwin Preuss                     | Publicitaire                                      | 1956  | Général Alfred M. Gruenther                                                            | Militaire |
| 1888  | Patrick V. Hickey                | Fondateur et rédacteur de The Catholic Review     | 1957  | Clare Boothe Luce                                                                      | Diplomate |
| 1889  | Anna Hanson Dorsey               | Romancière                                        | 1958  | Frank M. Folsom                                                                        | Industriel |
| 1890  | William J. Onahan                | Organisateur de l'American Catholic Congress      | 1959  | Robert Daniel Murphy                                                                   | Diplomate |
| 1891  | Daniel Dougherty                 | Orateur                                           | 1960  | George N. Shuster                                                                      | Éducateur |
| 1892  | Henry F. Brownson                | Philosophe et auteur                              | 1961  | John F. Kennedy                                                                        | Président des États-Unis |
| 1893  | Patrick Donahoe                  | Fondateur du Boston Pilot                         | 1962  | Francis J. Braceland                                                                   | Psychiatre |
| 1894  | Augustin Daly                    | Producteur de théâtre                             | 1963  | Amiral George Whelan Anderson, Jr.                                                     | Chef des Opérations navales |
| 1895  | Mary Anne Sadlier                | Romancière                                        | 1964  | Phyllis McGinley                                                                       | Poète |
| 1896  | Général William Starke Rosecrans | Militaire                                         | 1965  | Frederick D. Rossini                                                                   | Scientifique |
| 1897  | Thomas Addis Emmet               | Médecin                                           | 1966  | Patrick F. & Patricia Caron Crowley                                                    | Fondateurs du Christian Movement |
| 1898  | Timothy Edward Howard            | Juriste                                           | 1967  | J. Peter Grace                                                                         | Industriel |
| 1899  | Mary Gwendolin Caldwell          | Philanthrope                                      | 1968  | Robert Sargent Shriver                                                                 | Diplomate |
| 1900  | John A. Creighton                | Philanthrope                                      | 1969  | William J. Brennan Jr.                                                                 | Juge assesseur de la Cour suprême des États-Unis |
| 1901  | William Bourke Cockran           | Orateur                                           | 1970  | Dr. William B. Walsh                                                                   | Médecin |
| 1902  | John Benjamin Murphy             | Chirurgien                                        | 1971  | Walter Kerr & Jean Kerr                                                                | Critiques théâtraux et auteurs |
| 1903  | Charles Joseph Bonaparte         | Avocat                                            | 1972  | Dorothy Day                                                                            | Fondatrice du Catholic Worker Movement |
| 1904  | Richard C. Kerens                | Diplomate                                         | 1973  | Rev. John A. O'Brien                                                                   | Auteur |
| 1905  | Thomas B. Fitzpatrick            | Philanthrope                                      | 1974  | James A. Farley                                                                        | Dirigeant d'affaires et ancien Postmaster General |
| 1906  | Francis J. Quinlan               | Médecin                                           | 1975  | Sr. Ann Ida Gannon, BMV                                                                | Présidente du Mundelein College |
| 1907  | Katherine Eleanor Conway         | Journaliste et auteure                            | 1976  | Paul Horgan                                                                            | Auteur |
| 1908  | James C. Monaghan                | Économiste                                        | 1977  | Mike Mansfield                                                                         | Ancien Chef du parti majoritaire du Sénat |
| 1909  | Frances Tieran (Christian Reid)  | Romancier                                         | 1978  | Mgr. John Tracy Ellis                                                                  | Historien de l'Église |
| 1910  | Maurice Francis Egan             | Auteur et diplomate                               | 1979  | Helen Hayes                                                                            | Actrice |
| 1911  | Agnes Repplier                   | Autrice                                           | 1980  | Thomas P. (Tip) O'Neill Jr.                                                            | Président de la Chambre des représentants des États-Unis |
| 1912  | Thomas M. Mulry                  | Philanthrope                                      | 1981  | Edmund Sixtus Muskie                                                                   | Secrétaire d'État des États-Unis |
| 1913  | Charles George Herbermann        | Rédacteur de la Catholic Encyclopedia             | 1982  | John Francis Cardinal Dearden                                                          | Archevêque émérite de Détroit |
| 1914  | Edward Douglass White            | Président de la Cour suprême des États-Unis       | 1983  | Edmund & Evelyn Stephan                                                                | Président émérite du Board of Trustees et son épouse |
| 1915  | Mary Virginia Merrick            | Philanthrope                                      | 1984  | John T. Noonan, Jr.                                                                    | Avocat |
| 1916  | James Joseph Walsh               | Médecin et auteur                                 | 1985  | Guido Calabresi                                                                        | Doyen de la faculté de droit de Yale |
| 1917  | Amiral William Shepherd Benson   | Chef des Opérations navales                       | 1986  | Thomas & Mary Elizabeth Carney                                                         | Président du Board of Trustees et son épouse |
| 1918  | Joseph Scott                     | Avocat                                            | 1987  | Rev. Theodore Hesburgh, CSC                                                            | Président de l'université Notre-Dame-du-Lac |
| 1919  | George L. Duval                  | Philanthrope                                      | 1988  | Eunice Kennedy Shriver                                                                 | Fondatrice et présidente des Special Olympics |
| 1920  | Lawrence Francis Flick           | Médecin                                           | 1989  | Walker Percy                                                                           | Romancier |
| 1921  | Elizabeth Nourse                 | Artiste                                           | 1990  | Sœur Thea Bowman (à titre posthume)                                                    | Éducatrice |
| 1922  | Charles Patrick Neill            | Économiste                                        | 1991  | Lindy Boggs                                                                            | Ancienne parlementaire de Louisiane |
| 1923  | Walter George Smith              | Avocat                                            | 1992  | Daniel Patrick Moynihan                                                                | Sénateur américain de New York |
| 1924  | Charles Donagh Maginnis          | Architecte                                        | 1993  | Donald R. Keough                                                                       | Président émérite du Board of Trustees |
| 1925  | Albert Francis Zahm              | Scientifique                                      | 1994  | Sidney Callahan                                                                        | Éducateur et journaliste |
| 1926  | Edward Nash Hurley               | Homme d'affaires                                  | 1995  | Joseph Cardinal Bernardin                                                              | Archevêque de Chicago |
| 1927  | Margaret Anglin                  | Actrice                                           | 1996  | Sœur Helen Prejean                                                                     | Abolitionniste de la peine de mort |
| 1928  | John Johnson Spalding            | Avocat                                            | 1997  | Rev. Virgilio Elizondo                                                                 | Théologien et activiste |
| 1929  | Alfred Emmanuel Smith            | Homme d'État                                      | 1998  | Dr. Edmund D. Pellegrino                                                               | Éthicien médical et éducateur |
| 1930  | Frederick Philip Kenkel          | Publicitaire                                      | 1999  | Philip Gleason                                                                         | Professeur émérite d'Histoire, Notre Dame |
| 1931  | James J. Phelan                  | Homme d'affaires                                  | 2000  | Andrew McKenna                                                                         | Président du Board of Trustees |
| 1932  | Stephen J. Maher                 | Médecin                                           | 2001  | Mgr. George G. Higgins                                                                 | Prêtre et activiste du monde du travail |
| 1933  | John McCormack                   | Artiste                                           | 2002  | Père John Smyth                                                                        | Directeur exécutif de la Maryville Academy |
| 1934  | Genevieve Garvan Brady           | Philanthrope                                      | 2003  | Peter et Margaret O'Brien Steinfels                                                    | Rédacteurs du Commonweal |
| 1935  | Francis Hamilton Spearman        | Romancier                                         | 2004  | Père J. Bryan Hehir                                                                    | Président des Catholic Charities, archidiocèse de Boston |
| 1936  | Richard Reid                     | Journaliste et avocat                             | 2005  | Dr. Joseph E. Murray                                                                   | Chirurgien et Prix Nobel de physiologie ou médecine |
| 1937  | Jeremiah D. M. Ford              | Universitaire                                     | 2006  | Dave Brubeck                                                                           | Pianiste de jazz |
| 1938  | Irvin William Abell              | Chirurgien                                        | 2007  | Patrick McCartan                                                                       | Président du Board of Trustees |
| 1939  | Josephine Van Dyke Brownson      | Catéchèse                                         | 2008  | Martin Sheen                                                                           | Acteur |
| 1940  | Général Hugh Aloysius Drum       | Militaire                                         | 2009  | Pas de récipiendaire (voir paragraphe ci-dessous)                                      | |
| 1941  | William Thomas Walsh             | Journaliste et auteur                             | 2010  | Dana Gioia                                                                             | Poètesse et présidente du National Endowment for the Arts |
| 1942  | Helen Constance White            | Autrice et professeure                            | 2011  | Sœur Mary Scullion, R.S.M., & Joan McConnon                                            | Défenseures sociales |
| 1943  | Thomas Francis Woodlock,         | Rédacteur                                         | 2012  | Ken Hackett                                                                            | Ancien président des Catholic Relief Services |
| 1944  | Anne O'Hare McCormick            | Journaliste                                       | 2013  | Sœur Susanne Gallagher, S.P. Sœur Mary Therese Harrington, S.H. Rev. James H. McCarthy | Fondateurs du S.P.R.E.D. (Special Religious Education Development Network)                                                                                          |
| 1945  | Gardiner Howland Shaw            | Diplomate                                         | 2014  | Kenneth R. Miller                                                                      | Professeur de biologie à l'université Brown |
| 1946  | Carlton J. H. Hayes              | Historien et diplomate                            | 2015  | Aaron Neville                                                                          | chanteur de R&B |
| 1947  | William G. Bruce                 | Éditeur et personnalité civile                    | 2016  | Joseph Biden John Boehner                                                              | Vice-président des États-Unis Ancien Président de la Chambre des représentants des États-Unis                                                                       |
| 1948  | Frank C. Walker                  | Postmaster General des États-Unis et leader civil | 2017  | Père Greg Boyle, Compagnie de Jésus                                                    | Fondateur de Homeboy Industries |
| 1949  | Irene Dunne Griffin              | Actrice                                           | 2018  | Sœur Norma Pimentel, M.J.                                                              | Directrice exécutive, Catholic Charities de la Rio Grande Valley |
| 1950  | Général Joseph L. Collins        | Militaire                                         | 2019  | Dr. Norman Francis                                                                     | Président émérite, université Xavier de Louisiane et leader des droits civiques                                                                                     |
| 1951  | John Henry Phelan                | Philanthrope                                      | 2020  | Kathleen McChesney                                                                     | Ancienne directrice adjointe exécutive du FBI et directrice du bureau de la protection de l'enfance de la Conférence des évêques catholiques des États-Unis (USCCB) |

## Médaille Laetare 2009
Mary Ann Glendon, professeure à la faculté de droit de Harvard et ancienne ambassadrice des États-Unis auprès du Saint-Siège, a été choisie comme récipiendaire en 2009, mais refusa le prix lorsque l'Université annonça sa décision de nommer Barack Obama comme premier orateur et de lui accorder un diplôme honorifique. L'université publia alors des « points de discussion » déclarant que « le président Obama ne fera pas tout le discours. Que Mary Ann Glendon, ancienne ambassadrice des États-Unis au Vatican, prendra la parole en tant que récipiendaire de la médaille Laetare... Nous pensons qu'avoir le président à Notre-Dame, voir nos diplômés, rencontrer nos dirigeants et entendre un discours de Mary Ann Glendon est une bonne chose pour le président et pour les causes qui nous tiennent à cœur. À la lumière des politiques pro-choix fortes d'Obama, Glendon considéra que la décision de Notre-Dame était en violation d'une déclaration de 2004 de la Conférence des évêques catholiques des États-Unis demandant aux institutions catholiques de ne pas fournir « d'honneurs, de récompenses ou de plates-formes » à « ceux qui agissent » au mépris des principes moraux fondamentaux [catholiques]. " Elle pensait également que les déclarations de l'Université l'avaient placée dans une position intenable; comme elle l'écrivit dans sa lettre refusant la médaille: « Un commencement, cependant, est censé être une journée joyeuse pour les diplômés et leurs familles. Ce n’est pas le bon endroit, et un bref discours d’acceptation n’est pas le bon moyen pour s’attaquer aux problèmes très graves soulevés par la décision de Notre-Dame - au mépris de la position établie des évêques américains - d’honorer un opposant de premier plan et sans compromis à la position de l'Église sur les questions impliquant les principes fondamentaux de justice." Notre Dame a finalement choisi le juge John T. Noonan, Jr., récipiendaire du Laetare 1984, pour parler dans l'esprit du prix Laetare, choisissant de ne pas décerner la médaille pour cette année 2009.